# Subaru Vivio
El Subaru Vivio (スバル・ヴィヴィオ, Subaru VIVIO) és un model d'automòbil lleuger o kei car produït pel fabricant d'automòbils japonés Subaru entre els anys 1992 i 1998. El nom del model, "Vivio", fa referència a la capacitat del motor (660 cc) escrita en numerals romans (VI-VI-0), així com al terme "vívid". Disponible en carrosseria hatchback de tres i cinc portes i descapotable targa, fou el reemplaçament del Subaru Rex i fou succeït pel Subaru Pleo.

## Història

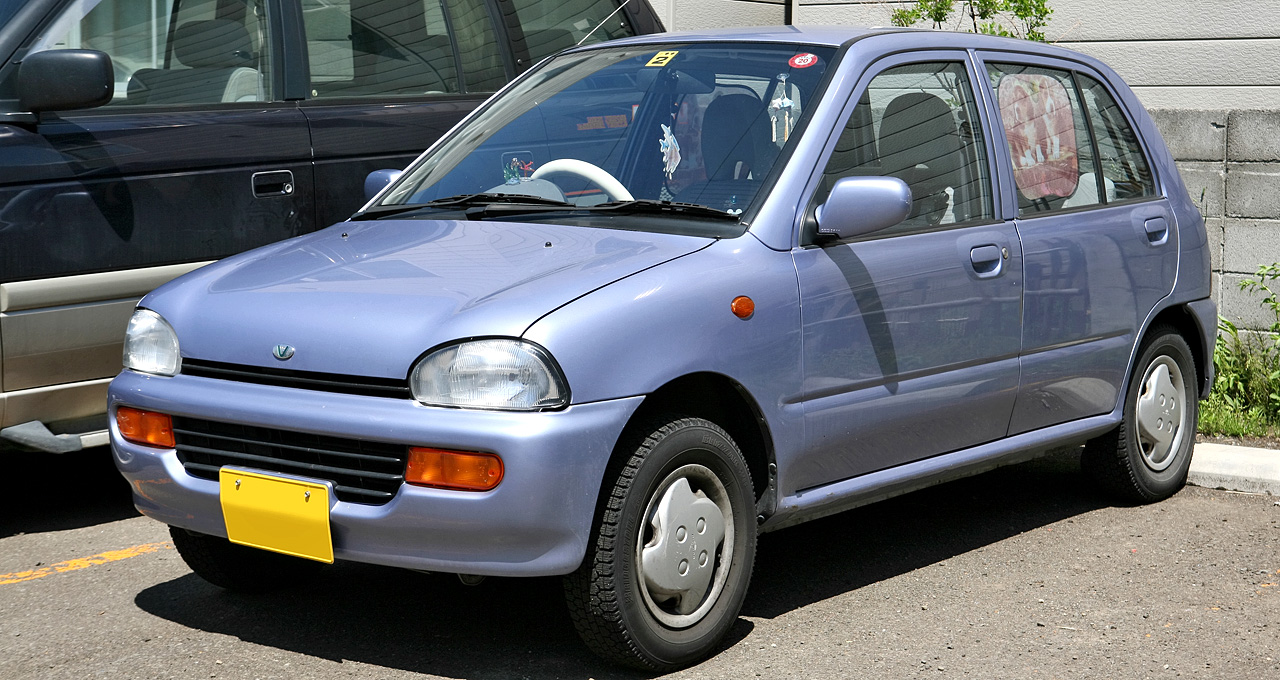
Vivio "em 4WD" 5 portes (1a sèrie)

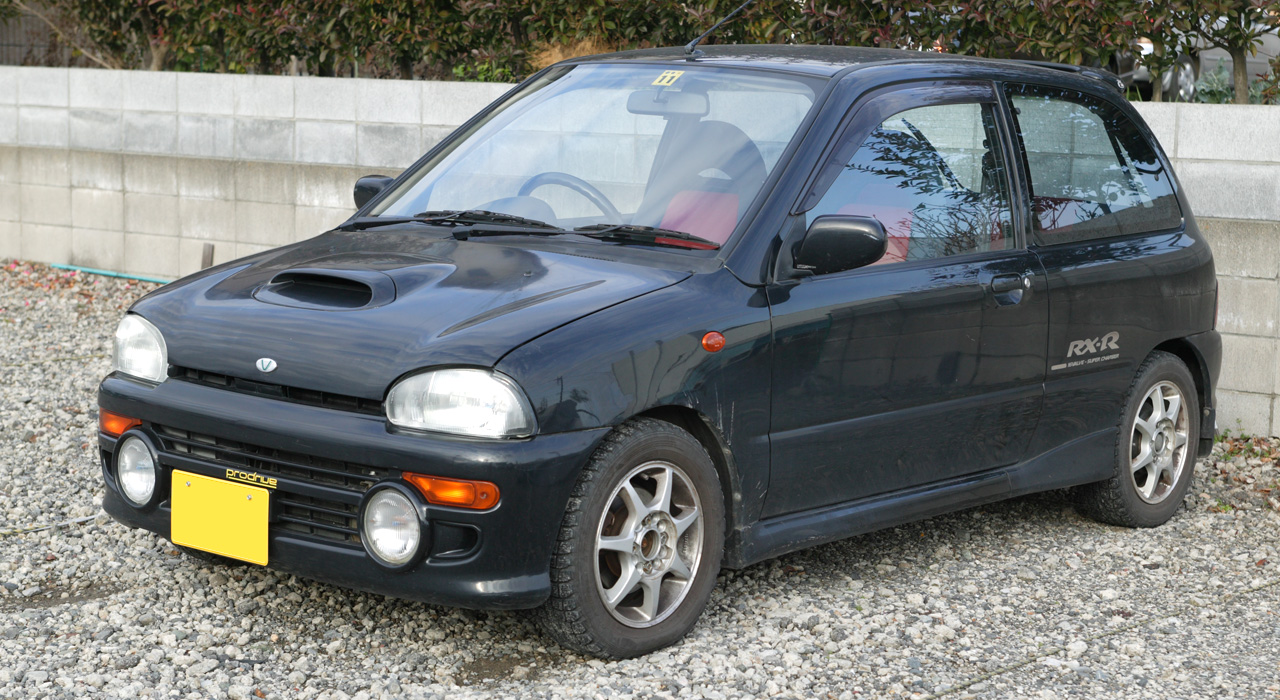
Vivio "RX-R" 4WD

El Subaru Vivio fou llançat al mercat el març de 1992 com a model successor del Rex. Els codis interns amb els quals la marca identificà el model eren KK3 per a la variant amb tracció al davant, KK4 per a la de tracció total, KW3 per a les variants comercials del KK3 i KW4 per a les mateixes del KK4. La motorització consistia en una varietat de propulsors quatricilíndrics de 658 centímetres cúbics (cc) atmosfèrics o amb turbocompressor amb diferents opcions de transmissió (incloent-hi ECVT) i múltiples terminacions d'equipament. El setembre del mateix any, Subaru presenta una edició especial de només 500 unitats anomenada "RX-R S1" destinada a commemorar el 20é aniversari dels vehicles subaru 4x4; aquesta variant, a diferència de la resta de la gama, no equipava un motor de SOHC de 8 vàlvules, sinó un DOHC de 16.

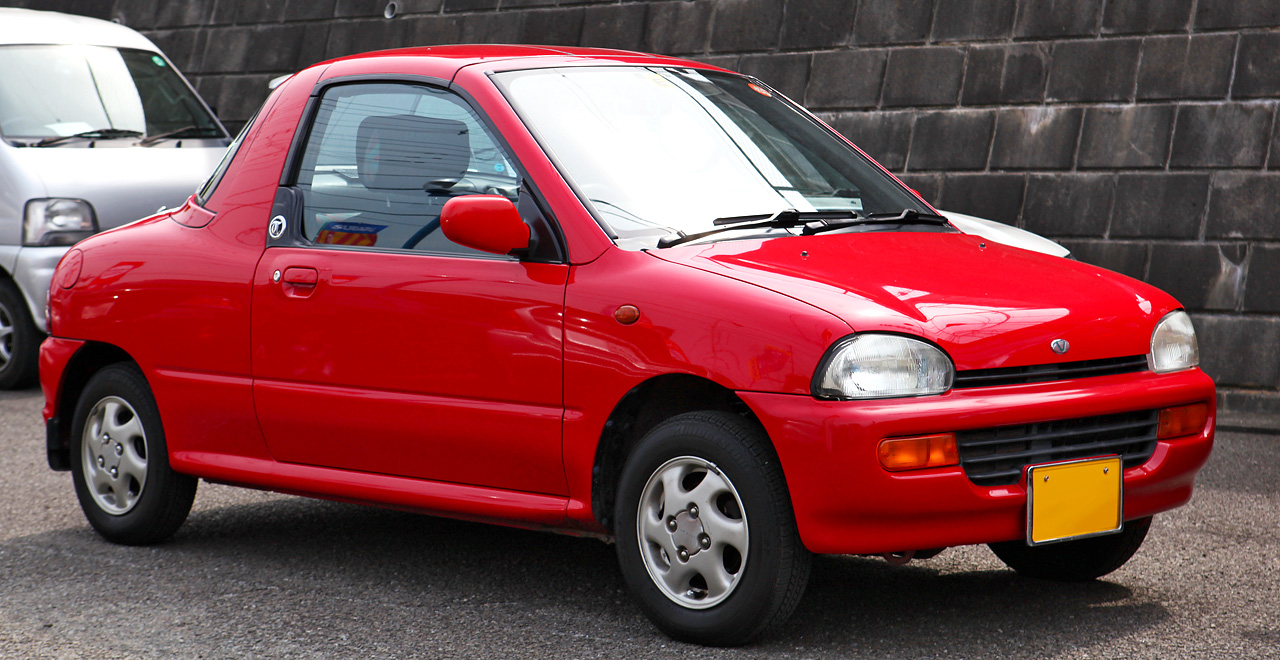
Vivio T-Top

Al febrer de 1993 van presentar-se les versions "RX-RA" i "GX-R", de caràcter esportiu. El maig del mateix any, i per a commemorar els 40 anys de Subaru, la marca presentà una nova carrosseria coupe descapotable targa del Vivio anomenada "Vivio T-Top" i limitada a 3000 unitats; aquesta variant equipava el motor EN07E d'injecció amb una transmissió manual de cinc velocitats o automàtica ECVT. El T-Top fou construït per Indústries Takada, una carrosseria especialitzada en automòbils descapotables i esportius. A més, al juliol la marca decidí tornar a llançar al mercat el Vivio RX-R S1 com a part de la commemoració dels 40 anys. Finalment, l'any 93 acabà amb un redisseny estètic i mecànic amb l'adopció d'un nou refrigerant al setembre.

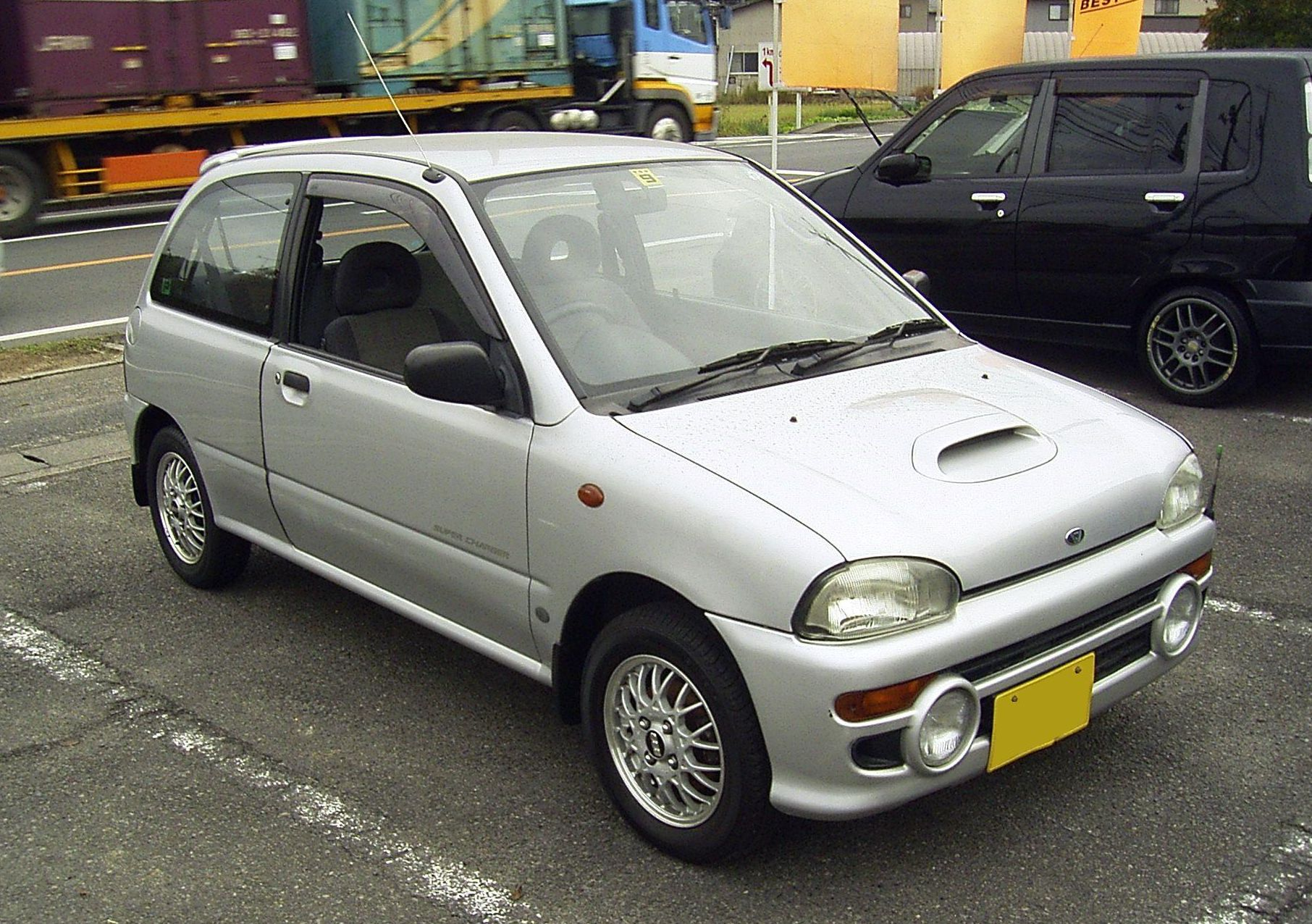
Vivio M300 Supercharger

L'any 1994 comença amb un nou redisseny que suposa l'inici de la tercera sèrie: modificació estètica del frontal, la estructura posterior de la carrosseria va rebre modificacions, el cinturó de seguretat de tres punts als seients de darrere esdevingué equipament de sèrie, canvis en la suspensió posterior i, des de llavors, els retrovisors i les manetes de tots els models serien de color negre i no del de la carrosseria. El febrer del mateix any, prenent com a base el Vivio T-Top i la mecànica del Vivio GX, s'introdueix una sèrie limitada a 1000 unitats anomenada GX-T. A l'octubre es presenta l'edició especial GX-L Sound Special.

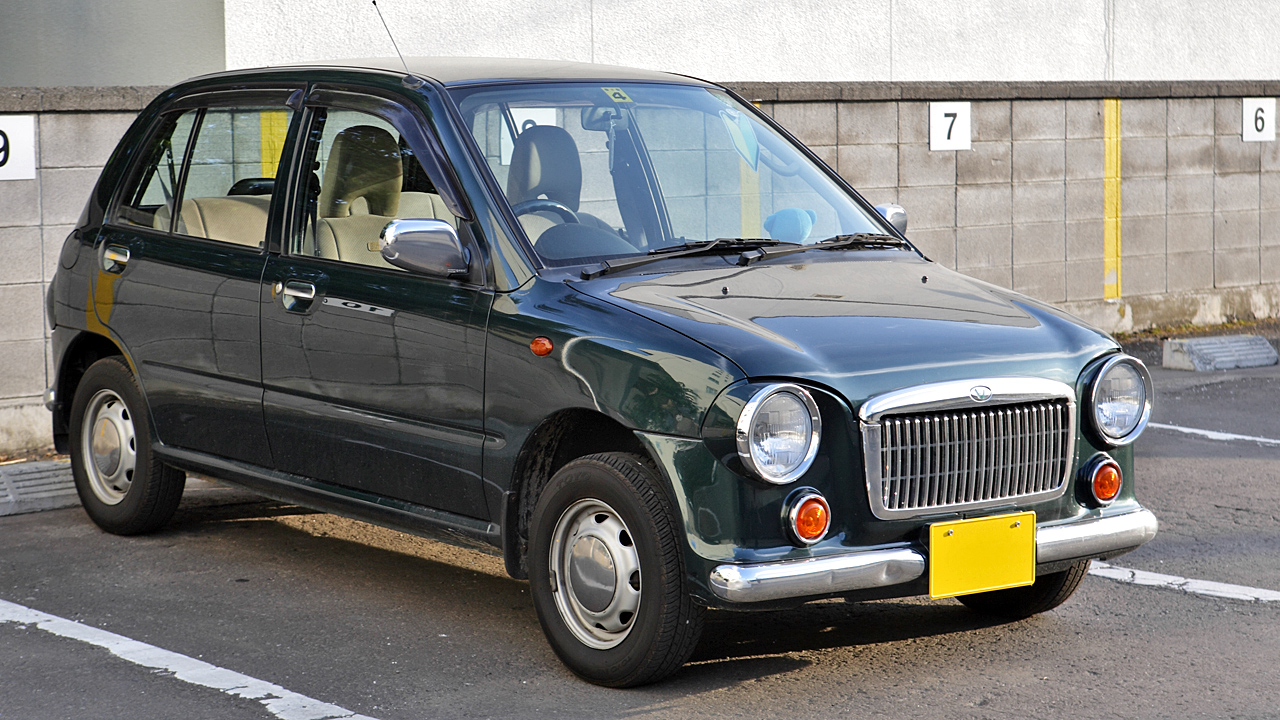
Vivio Bistro

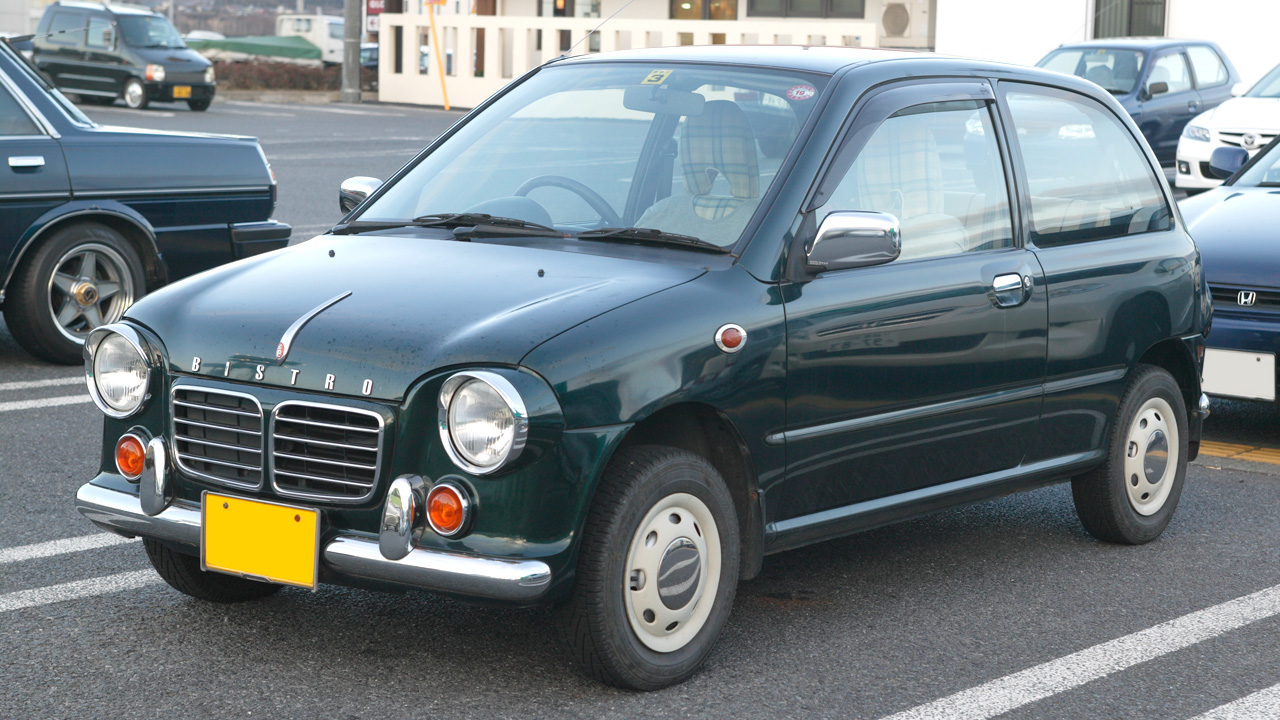
Vivio Bistro Chiffon

A partir de l'abril de 1995, la versió comercial del Vivio passà a tindre una transmissió automàtica de tres velocitats en lloc de la ECVT amb la que ja comptava. Un mes després Subaru presenta una edició especial limitada a 200 unitats del Vivio RX-R preparat per a rallies de safari. El juny d'aquell any s'afegí a la gama la variant M300, una versió esportiva millor equipada. A l'octubre de 1995 el model tornà a ser modificat, sent aquesta la tercera vegada; la modificació més important fou que els vidres de les finestres posteriors serien fixes des de llavors. Finalment, i amb la fi de l'any, sortí a la venda la sub-gama Vivio Bistro, unes versions d'estil retro o vintage amb nombroses decoracions com ara elements cromats i, fins i tot, tapisseria en cuir. Presentada en el Saló de l'Automòbil de Tòquio d'aquell any, la sub-gama Bistro evocaba l'estil del Morris Mini Minor i comptava amb diferents versions: el Bistro estàndard, que només es comercialitzava amb carrosseria de cinc portes; el Bistro Chiffon, una versió més econòmica amb només tres portes i un disseny frontal únic i altres amb equipament esportiu. El Vivio Bistro seguia el reguer d'altres models contemporànis com ara el Daihatsu Mira Gino, el Mitsuoka Ray o el Suzuki Cervo Classic, entre d'altres, molt popular al Japó de l'època.

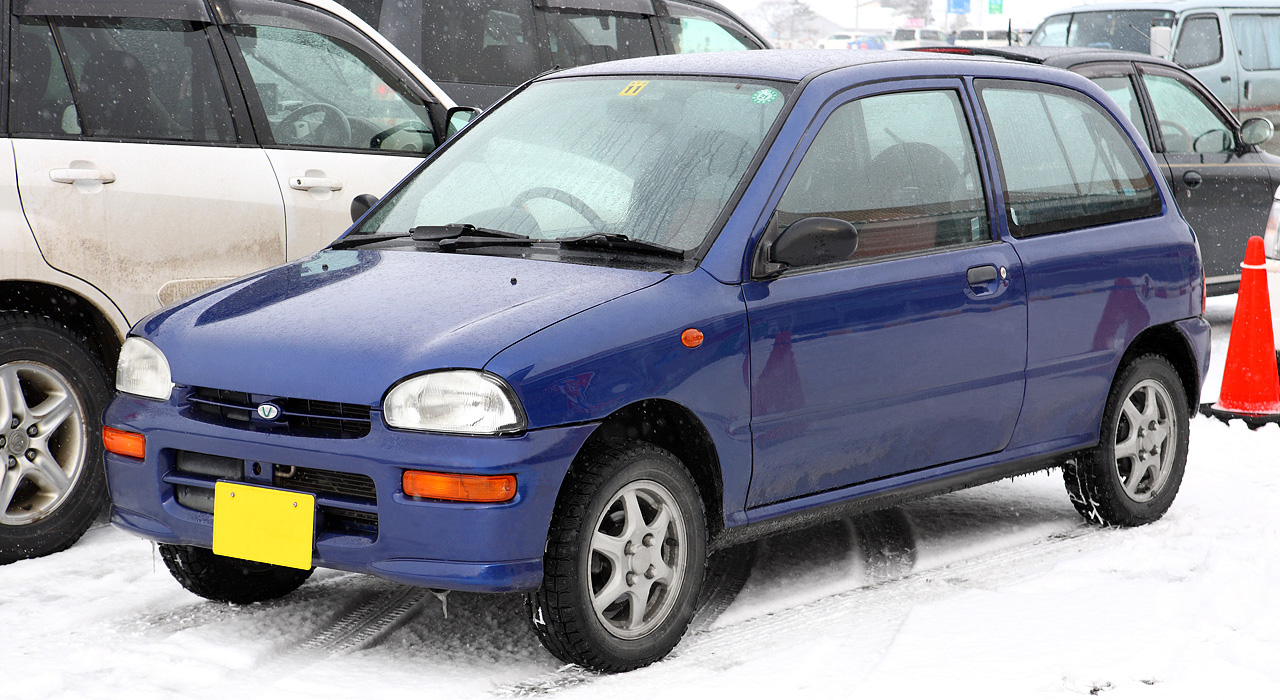
Vivio ef-S 4WD (4a sèrie)

El maig de 1996 sortí a la venda l'edició especial Reebok i la variant Bistro B-Custom. L'octubre d'aquell any tingué lloc la quarta i última modificació del model; els canvis introduïts foren el redisseny de la graella frontal en les unitats amb motor atmosfèric, el canvi del sistema de calefacció i l'introducció del comandament electrònic als retrovisors. Acabant l'any, al novembre, fou presentada el Vivio Bistro Chiffon, amb carrosseria de tres portes.

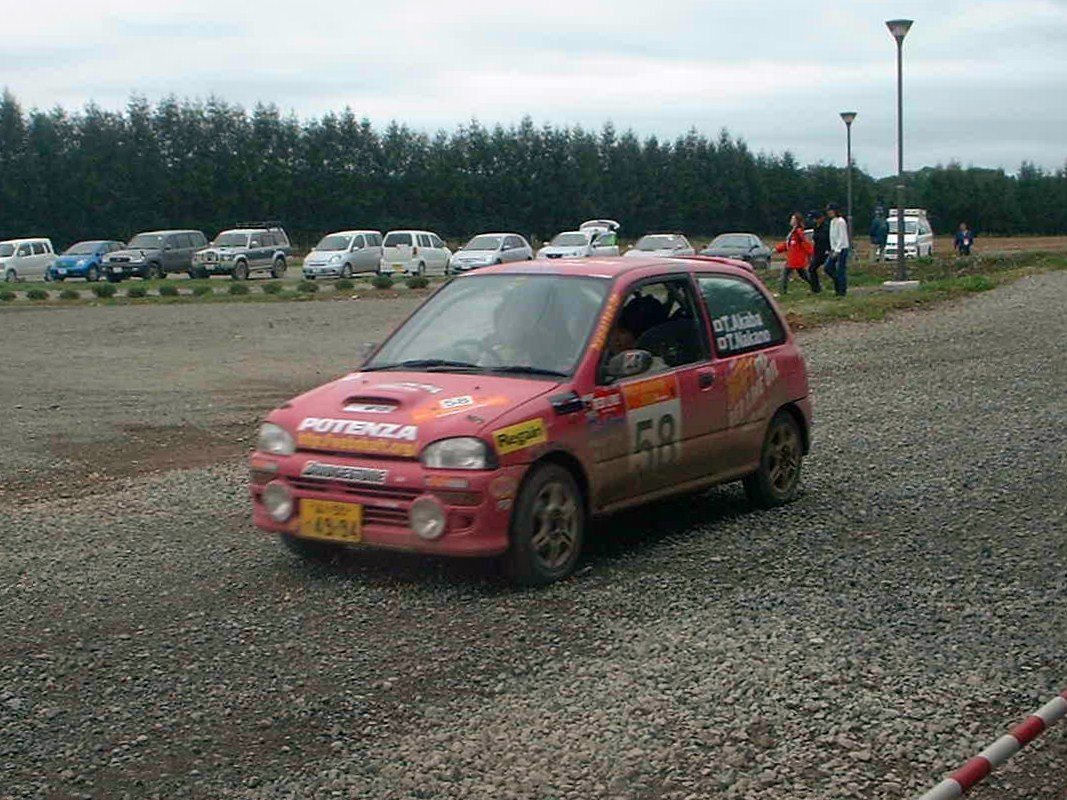
Vivio al Ral·li de Hokkaidō de 2002

L'any 1997 seria l'últim del Vivio abans d'acabar la seva vida comercial. Al gener fou presentat el Bistro Sports, una variant esportiva del Vivio Bistro. Al maig es presenta altra versió esportiva del Vivio, la RX-SS, i al setembre sortiren al mercat el Vivio GX-SS i el Bistro Club.
Produït en la fàbrica de Subaru d'Ōta, a la prefectura de Gunma, fins a 747.045 unitats van sortir de les línies de producció quant el 9 d'octubre de 1998 arribà a la fi la fabricació del Vivio. A més del mercat domèstic nipó, el Subaru Vivio fou exportat i comercialitzat a gran part d'Europa i Oceania, fent-lo l'últim kei car de Subaru comercialitzat fora del Japó. Cal esmentar, a més, que el Subaru Vivio participà en nombroses proves esportives com ara el Ral·li Paris Pequin el 1992, el qual finalitzà amb només una rotura de suspensió; el Ral·li Safari de 1993, on fou conduït per Colin McRae entre d'altres i al Ral·li del Japó, on s'han inscrit diversos Vivio RX-R i RX-RA.